# Voleónes
Voleónes, en grec moderne : Βωλεώνες, ou Voliónes (Βολιώνες), est un village du dème d'Amári, dans le district régional de Réthymnon de la Crète, en Grèce. Selon le recensement de 2011, la population de Voleónes compte 109 habitants.
Le village est situé à 24 km au sud-est de Réthymnon et à une altitude de 340 mètres.

## Recensements de la population
| Recensements | 1900 | 1920 | 1928 | 1940 | 1951 | 1961 | 1971 | 1981 | 1991 | 2001 | 2011 |
| ------------ | ---- | ---- | ---- | ---- | ---- | ---- | ---- | ---- | ---- | ---- | ---- |
| Population   | 38   | 200  | 231  | 275  | 288  | 232  | 185  | 200  | 218  | 170  | 109  |